# Société des Amis du Vieux Chambéry
La Société des amis du vieux Chambéry est une association, fondée en 1933 à Chambéry et qui est reconnue d’utilité publique par décret du 5 décembre 1969. Elle a pour objet de défendre le patrimoine chambérien, promouvoir ses atouts et préparer l'avenir en demeurant vigilante vis-à-vis de l'actualité de la ville de Chambéry.

## Histoire
En 1933, des personnalités notables de l’ancienne capitale du duché de Savoie se regroupent dans le but de protéger le patrimoine de la commune. L’initiative revient au sculpteur Mars Valett, conservateur des musées et animateur de la Société savoisienne des Beaux-arts,, avec le libraire Marius Dardel.
En 1956, à la suite du décès de Mars Valett, l’un des principaux fondateurs de l’association, le Docteur Robert prend l’initiative de réunir à la date du 10 avril 1957 à 18 h 30, un groupe d’Amis du Vieux Chambéry, au syndicat d’initiative. Il s’ensuivit une assemblée générale, le 9 mai 1957, au syndicat d’initiative à la salle de Bissy. Au cours de cette assemblée, les membres réunis jettent les bases d’un nouveau départ qui sera marqué par la pérennité de l’association toujours active.
Ses activités sont nombreuses et variées, des publications sont éditées, des expositions sont régulièrement organisées, ainsi que des conférences. Son bulletin annuel recueille de nombreux travaux d'historiens. L'association a notamment organisé les retrouvailles entre Caudebec-en-Caux et Chambéry, marraine en 1942 de cette ville détruite, et le cinquantième anniversaire du bombardement de la ville en 1994.

## Présidents
- 1933 : Mars Valett, sculpteur ;
- 1957 : Jean-Baptiste Carron, universitaire ;
- 1988 à 1990 : André Leprovost, cheminot ;
- Jean-Olivier Viout et Claude Fachinger[6] ont été tour à tour président au cours des années 1980 et 1990 ;
- Jusqu’en 2013 : Monique Dacquin[7] ;
- 2013 à 2018 : Michèle Chappuis ;
- Depuis 2018 : Jacques Viout.